# Pianeta fresco
Pianeta fresco è stata una rivista d'arte con uscite irregolari dal 1967 al 1968, per un totale di 2 fascicoli pubblicati, il primo numero nel dicembre 1967 e il secondo doppio nei primi mesi del 1968.

## Storia
Il periodico viene fondato dai coniugi Ettore Sottsass e Fernanda Pivano e da Allen Ginsberg. I temi principali trattati dalla rivista sono: la non violenza, l’antimilitarismo, l’espansione della conoscenza, il pacifismo, i diritti civili, l’amore nella sua accezione più ampia, il disarmo universale, le sperimentazioni mistico-religiose rivolte all’orientalismo, la liberazione, l’esperienza, il viaggio, la libertà. Si tratta di un periodico di tipo psichedelico e artistico; all’interno sono presenti immagini, poesie, articoli posizionati in modo casuale. La creatività artistica e l’interesse per l’Arte Psichedelica di Sottsass da un lato e le influenze letterarie della cultura underground americana della Pivano dall’altro si unirono nel progetto editoriale di Pianeta Fresco. L'idea della pubblicazione della rivista nacque a Fernanda Pivano che al riguardo scrisse: "Nella primavera del 1967 come una bomba mi arrivò da più parti una copia di questo numero del "San Francisco Oracle". La fotografia della copertina rappresentava, da sinistra verso destra, Timothy Leary, Allen Ginsberg, Alan Watts e Gary Snyder, dei quali la rivista pubblicava il famoso Dialogo di Sausalito. [...] Ma la bomba non fu soltanto questo dialogo: la bomba più grossa fu la grafica, catalizzatrice e stimolatrice di creatività latenti ma ansiose di prendere forma".

## Collaboratori
Alla rivista collaborarono personaggi come Paul McCartney, Ettore Sottsass, Fernanda Pivano, Allen Ginsberg, George Andrews, Giacomo Battiato, William Burroughs, Livio Marzot, Gianni Milano, Lawrence Ferlinghetti, Timothy Leary, Michelangelo Pistoletto, Gianni De Martino e altri collaboratori. Alcuni contributi alla rivista non erano firmati.